# Weier im Emmental

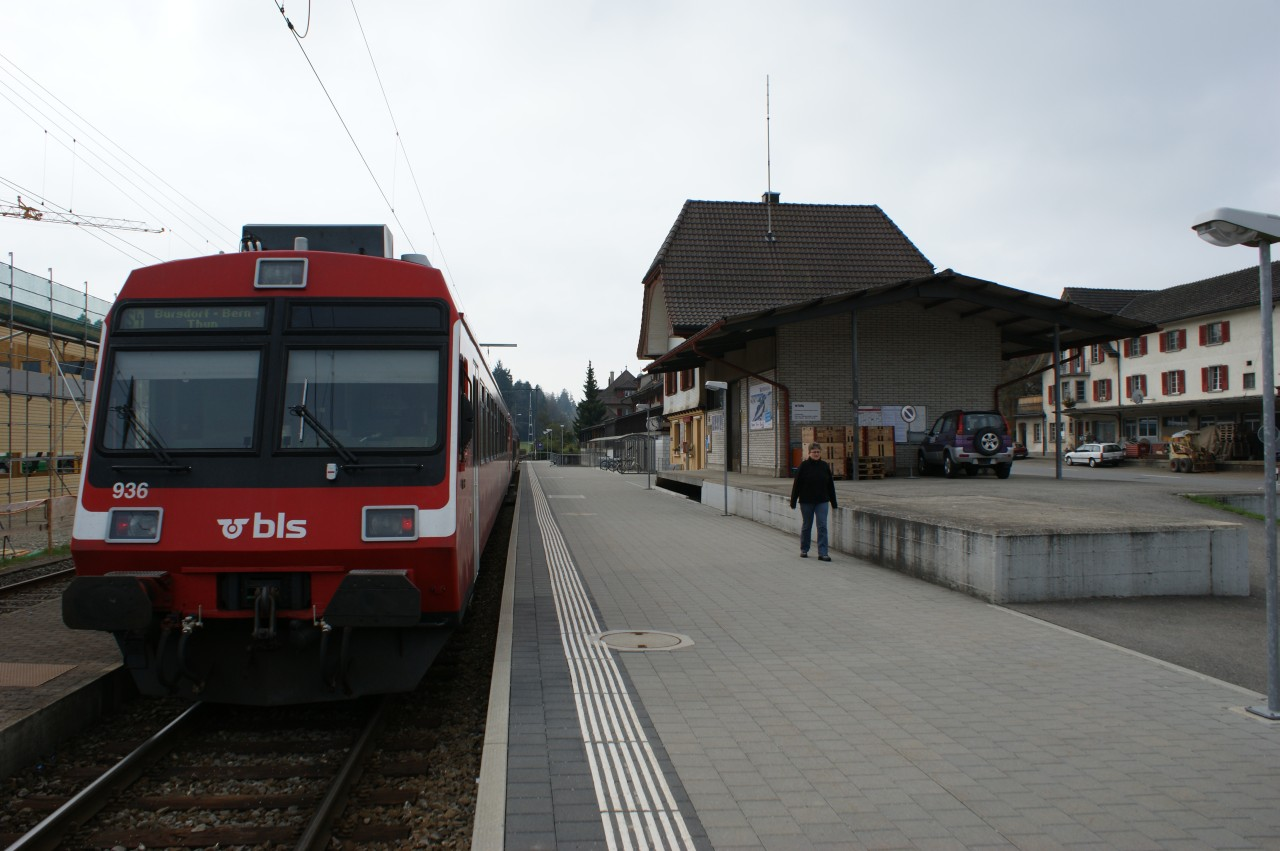
Bahnhof Affoltern-Weier

Weier im Emmental (auch Weier-Schweikhof) ist ein Dorf im Verwaltungskreis Emmental des Schweizer Kantons Bern und ein Ortsteil der Gemeinde Affoltern im Emmental.

Landschaft von Affoltern im Emmental (unten), mit der Ortschaft Weier (rechts), Luftbild von Walter Mittelholzer (1923)

## Geografie und Wirtschaft
Die Ortschaft Weier liegt im Tal von Sumiswald nach Huttwil, zwischen dem Höhenzug Schonegg, der zum  Berggebiet des Napfs gehört, im Osten und der Hügellandschaft der Lueg im Westen. Das Dorf befindet sich einen Kilometer nördlich der Wasserscheide (746 m ü. M.) zwischen den Flussgebieten der Emme und der Langete. Bei Weier entspringt an diesem niedrigen Geländesattel im Lämpemattwald der Rotbach, der durch Weier gegen Norden fliesst und in Huttwil in die Langete mündet.
Das Gebiet von Weier-Schweikhof mit mehreren über die Kulturlandschaft verstreuten Bauernhöfen bildet den östlichen Teil des Gemeindegebiets von Affoltern im Emmental. Die Ortschaft Weier besteht aus etwa 80 Wohn- und Gewerbegebäuden und ist damit ungefähr gleich gross wie das Dorf Affoltern, das rund um die Pfarrkirche etwa 1,5 Kilometer westlich und 60 Meter höher in der Hügellandschaft liegt. Die ältere und früher bedeutendere Siedlung in diesem Tal ist der Weiler Schweikhof einen halben Kilometer östlich von Weier; mehrere Gebäude dieses landwirtschaftlichen Ortsteils sind als geschützte Kulturgüter verzeichnet.

## Verkehr
Die Siedlung entwickelte sich im Verlauf des 20. Jahrhunderts wegen der Lage am Verkehrsknoten zwischen dem Emmental und dem Oberaargau. Früher führte die Postkutschenroute Bern–Sursee–Luzern durch das Tal bei Affoltern. Noch um 1900 bestanden an der Kreuzung der Durchgangsstrasse von Burgdorf nach Huttwil (heute Hauptstrasse 23) mit den Regionalstrassen von Weier über Affoltern nach Rüegsbach (Hauptstrasse 229) und nach Wynigen nur drei Häuser. Seit der Eröffnung der Ramsei-Sumiswald-Huttwil-Bahn und des Bahnhofs Affoltern-Weier 1908 gewann die Ortschaft an Bedeutung. Die Bahnstrecke gehört seit 2013 der Emmentalbahn GmbH und wird für Fahrten von Museumsbahnen benützt.

## Wirtschaft

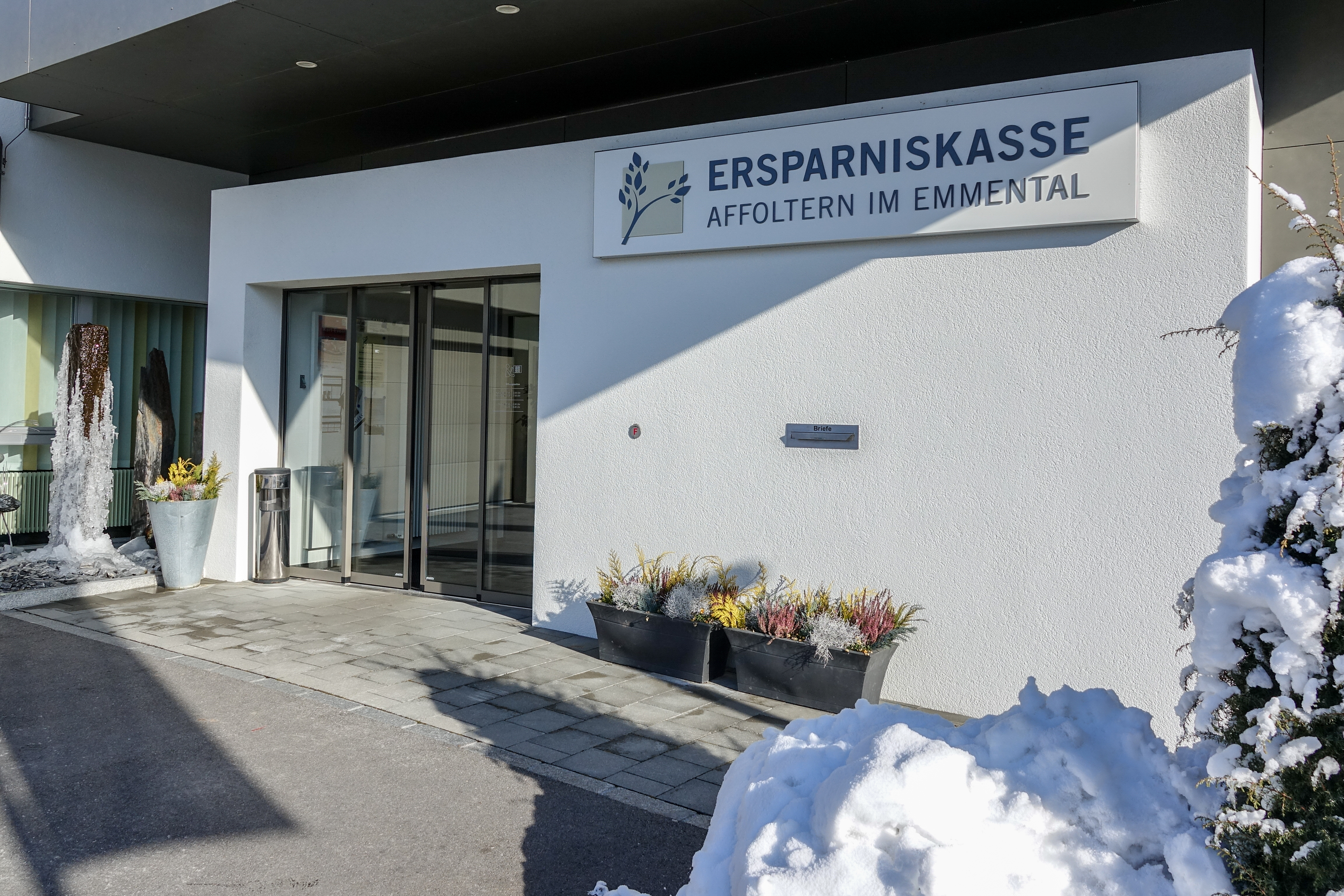
Ersparniskasse Affoltern im Emmental

Nach dem Zweiten Weltkrieg wurden mehrere Gewerbeunternehmen beim Bahnhof Affoltern-Weier gegründet. Zum Restaurant «Kreuz» kamen ein Holzbaubetrieb und Autogaragen, und bald entstanden verschiedene Wohnquartiere rund um den Verkehrsknoten. Das Restaurant «Tannbad» liegt einen Kilometer vom Dorf Weier entfernt im Gebiet von Sumiswald. In Weier hat die Ersparniskasse Affoltern im Emmental AG ihren Sitz. Mehrere Lokalstrassen führen vom Dorf zu den Weilern und Streusiedlungen in der Umgebung.
Die Freikirche Evangelisches Gemeinschaftswerk besitzt in Weier einen Treffpunkt.